# Эвангелистрия (судно)
«Эвангелистрия» (греч. Ευαγγελίστρια) — двухмачтовое традиционное греческое парусное судно типа перама. 
Ныне это корабль-музей. 
Построен в 1939 году на верфи корабельного мастера Маврикоса и его сыновей, на острове Сирос. Заказчиком был Антонис К Бонис, судовладелец с острова Миконос. 
Судно принадлежит к типу перама, широко распространённом вплоть до середины прошлого века в греческом архипелаге и предназначенном для разнообразных перевозок. В XVIII и XIX веках эти суда именовались также «воровки» (κλεφτρίνες), поскольку использовались также греческими пиратами. 
Перама обладает хорошими мореходными свойствами мореход и имеет традиционные для маленьких судов греческого архипелага обводы, во многом повторяющие линии торговых кораблей греческой древности. 
Сегодня перама имеют всемирную славу среди почитателей традиционных кораблей. 
«Эвангелистрия» — один из самых лучших сохранившихся образцов этого типа судов. 
В августе 1987 года Константин Бонис, сын первоначального владельца судна, подарил «Эвангелистрию» Морскому музею Эгейского моря и муниципалитету Миконоса. Для ремонта судна потребовались большие затраты, в силу необходимости использовать материалы и традиционную технику старых корабельных мастеров Сироса. 

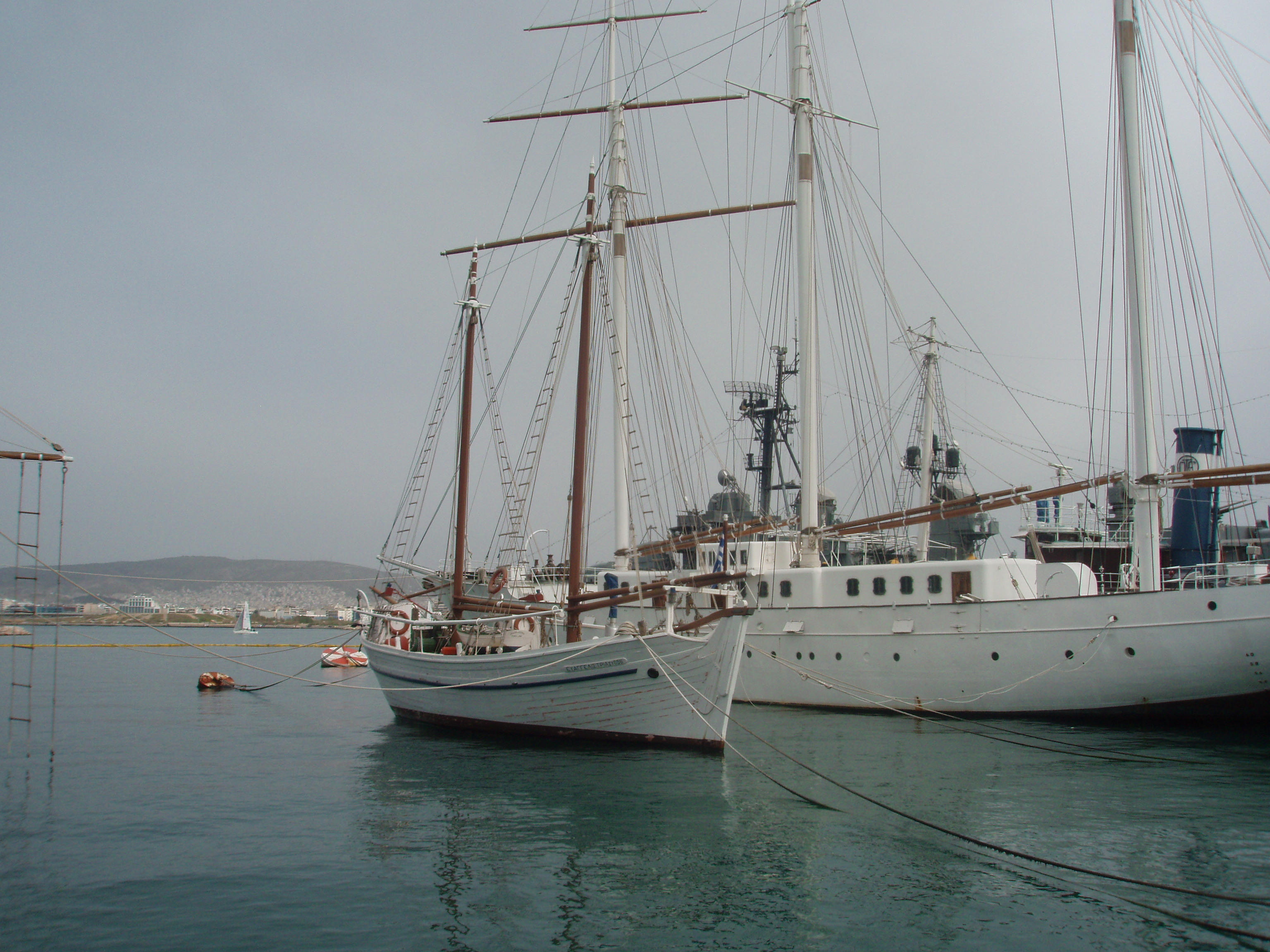
«Эвангелистрия». Вид на корму

Судно принадлежит Морскому музею Эгейского моря на Миконосе, но сегодня этот Корабль-музей стоит в «Парке греческой морской традиции» (Άλσος Ελληνικής Ναυτικής Παράδοσης) в Фалере, рядом с флагманом греческого флота в Балканские войны, броненосным крейсером «Авероф», восставшим в 1973 году эсминцем «Велос», воссозданной триерой «Олимпия», музейным судном-кабелеукладчиком « Фалесом Милетским» и учебным парусником « Эвгенидис». 